# Tungelroy
Tungelroy (en limbourgeois Tungelder) est un village néerlandais situé dans la commune de Weert, dans la province du Limbourg néerlandais. Le 1er janvier 2008, le village comptait 1 025 habitants.